# Mercedes-Benz T 80

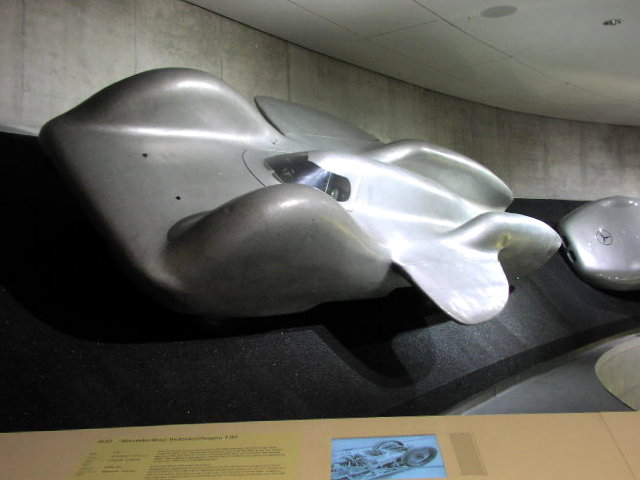
MB T80 у музейній експозиції

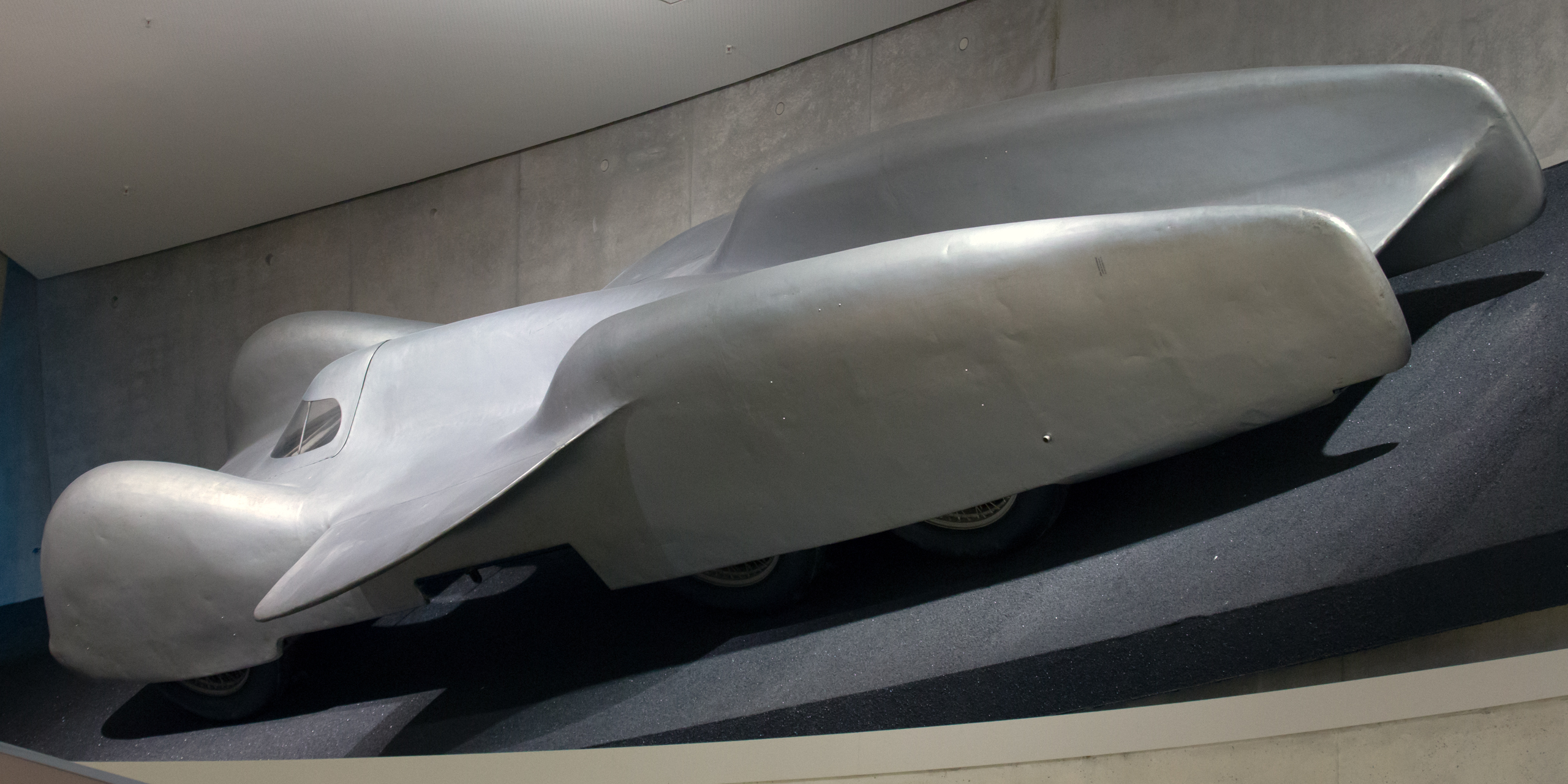
Вид ззаду

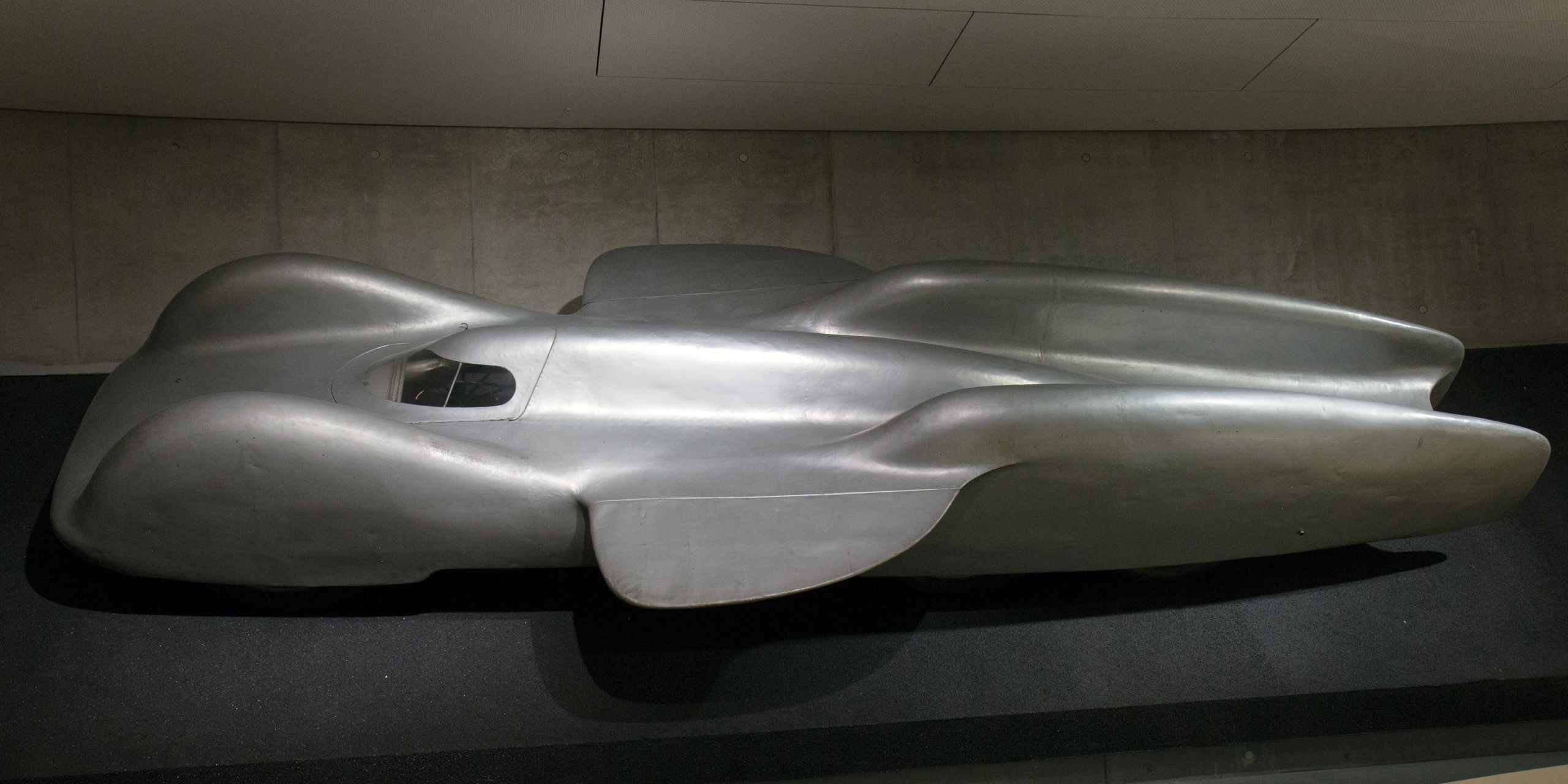
MB T 80 вид з боку

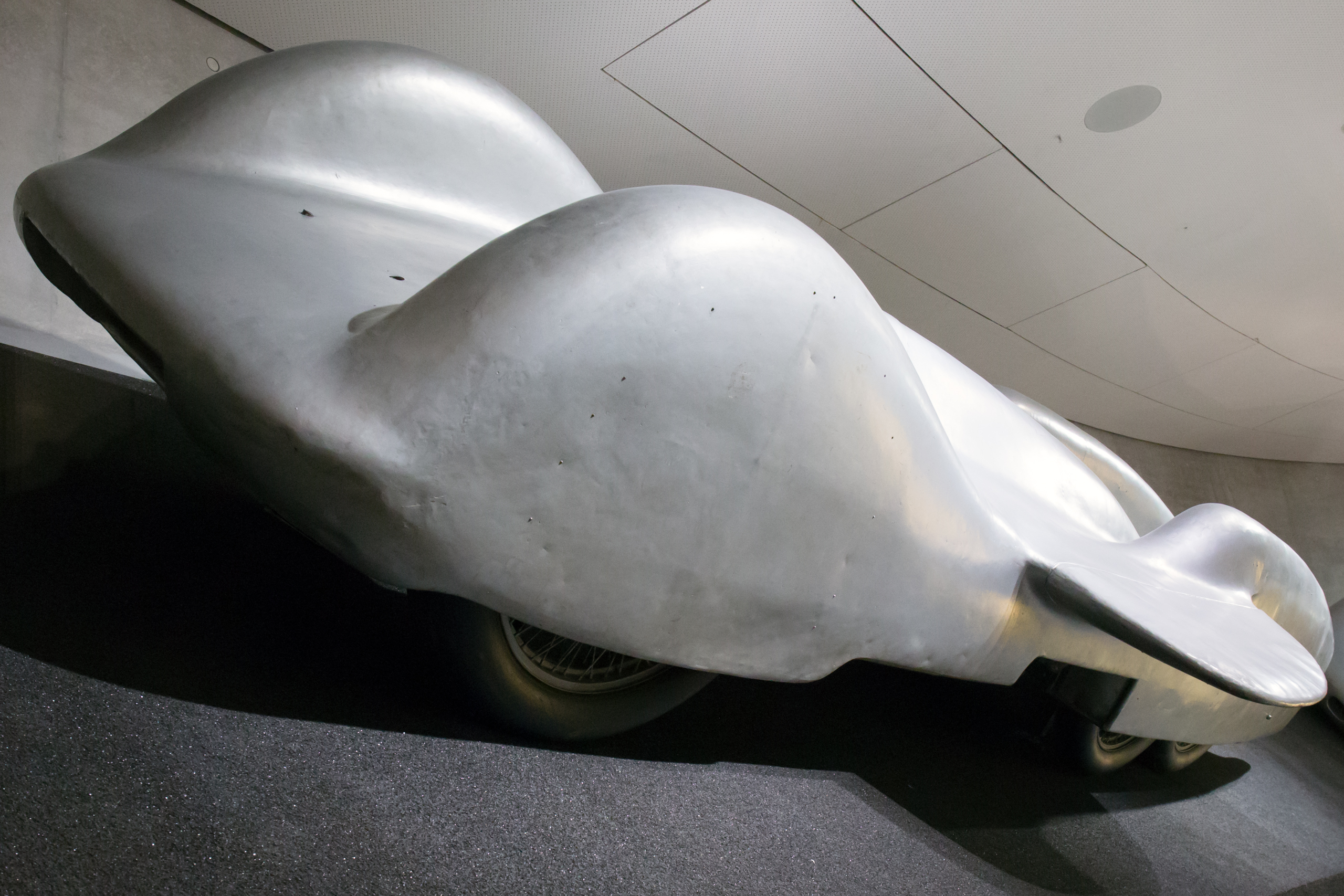
T 80. Видно розміщення коліс

Mercedes-Benz T 80 німецький автомобіль для встановлення рекорду швидкості на землі кінця 1930-х років. Прототип виставлено у Музеї Мерседес-Бенц в Штутгарті.

## Історія
У вересні 1935 на солоному озері  Малколмом Кемпбеллом подолав на авто "Bluebird" рекорд швидкості у 300 миль/год (480км/год). Після цього Ганс Штук запропонував збудувати рекордний автомобіль у Німеччині.
З 1936 велась підготовка до створення авто для побиття рекорду швидкості з двома задніми привідними осями. Фердинанд Порше розрахував, що для досягнення швидкості 550 км/год достатньо потужності 2500 к.с. На авто планували встановити авіаційний 12-циліндровий V-подібний мотор Daimler-Benz DB 601 з рекордних літаків Messerschmitt Bf 109 V 13 (11 листопада 1937 - 610 км/год) і Heinkel He 100 V2.
У жовтні-листопаді 1937 Джордж Ештон (англ. George Eyston) на "Thunderbolt" подолав 501,37 км/год. У серпні-вересні 1938 на соленому озері Бонневілль Ештон і Джон Кобб (англ. John Cobb) на "Napier-Railton" декілька разів покращували рекорд з 555,01 км/год до 575,21 км/год. 23 серпня 1939 Кобб на "Railton Special" встановив рекорд 592.09 км/год. Через це 1938 було вирішено досягнути швидкості до 600 км/год, а 1939 Ганс Штук заявив про бажання досягнути 750 км/год.
Тому на T 80 вирішили поставити новий мотор Daimler-Benz DB 603 потужністю 3000 к.с. (2200 кВт) при об'ємі 44,5 л. У 1939 мотор було форсовано до 3500 к.с. Паливом для мотора була спеціальна суміш на основі метанолу з кількістю теплоти 5930 ккал/кг. Вага авто становила 2896 кг. Аеродинамічний корпус з коефіцієнтом аеродинамічного спротиву 0,18 розробив інженер, барон Райхгард фон Кьоніг-Фахсенфельд (нім. Reinhard von Koenig-Fachsenfeld), а ходову частину, кабіну Фердинанд Порше. Для уникнення проковзування коліс діяв спеціальний пристрій, який при досягненні певного числа обертів диференціала поміж передньою і задньою віссю регулював подачу палива до мотора.
Пробні заїзди запланували на січень 1940 на ділянці автобану Дессау. Перед цим перефарбований у національні кольори зі свастикою автомобіль повинен був оглянути Адольф Гітлер. Автомобіль назвали "Чорний птах" (нім. Schwarzer Vogel). Через початок війни доробку авто припинили. Корпус відправили в австрійську Каринтію, мотор зняли.
Одночасно Mercedes-Benz розробляла рекордні автомобілі на базі гоночних з менш потужними моторами V12 - W 25 (1936), W 125 (1938), W 154 (1939). На W 125 Рудольф Караччіола поставив 28 січня 1938 рекорд швидкості 432,7 км/год для машин об'ємом 5000 см³-8000 см³.

### Технічні дані MB T 80
|                    |                                                   |
| Розміри            | Параметри                                         |
| Роки виготовлення: | 1935-1939                                         |
| Шасі               | Трубчата рама                                     |
| Довжина:           | 824 см                                            |
| Ширина             | 320 см                                            |
| Висота             | 174 см                                            |
| Колісна база       | 3550 мм                                           |
| Маса порожнього    | 2896 кг                                           |
| Мотор              | DB 603 RS Spezial, V12 / розвал 60°, 24 клапанний |
| Потужність мотора: | 3500 к.с. при 3460 об/хв.                         |
| Об'єм мотора       | 44500 см³                                         |
| Гальма             | барабанні, з гідроприводом на 6 коліс             |
| Швидкість          | 600-750 км/год.                                   |
| Коробка передач    | відсутня                                          |
| Конструктор        | Фердинанд Порше                                   |